# Fleetwings PQ-12
El Fleetwings PQ-12, designación de compañía Fleetwings Model 36, fue un blanco aéreo tripulado estadounidense de los años 40, diseñado y construido por Fleetwings para el Cuerpo Aéreo del Ejército de los Estados Unidos.

## Diseño y desarrollo
El PQ-12 era un monoplano monomotor con un motor de pistones Lycoming O-435 de 168 kW (225 hp). Tenía un tren de aterrizaje fijo de rueda de morro, colas verticales gemelas y una cabina abierta que permitía el vuelo tripulado. En lugar del piloto, se podía llevar una bomba de 225 kg (500 lb) en dicha cabina. El prototipo original fue cancelado, pero se construyó una versión modificada, seguida de ocho aviones de pruebas. Aunque se emitió una orden de producción de 40 aparatos, posteriormente fue cancelada.

## Variantes
XPQ-12
Prototipo, no construido.
XPQ-12A
Prototipo modificado, uno construido.
YPQ-12A
Aviones de evaluación y pruebas, ocho construidos.
PQ-12A
Variante de producción; 40 ordenados, pero ninguno construido.

## Operadores
Estados Unidos
- Fuerzas Aéreas del Ejército de los Estados Unidos

## Especificaciones (YPQ-12A)
Referencia datos: Jane's all the World's Aircraft 1947

### Características generales
- Tripulación: Uno (piloto, opcional)
- Longitud: 6,1 m (20 ft)
- Envergadura: 9,2 m (30,2 ft)
- Altura: 2,1 m (7 ft)
- Peso cargado: 996 kg (con piloto), 1219 kg (sin piloto, con bomba de 230 kg (500 lb))
- Planta motriz: 1× motor bóxer de seis cilindros refrigerado por aire Lycoming O-435-5.
  - Potencia: 168 kW (232 HP; 228 CV)
- Hélices: Bipala de madera con paso fijo

### Rendimiento
- Velocidad máxima operativa (Vno): 298 km/h (185 MPH; 161 kt) (como blanco sin piloto)

## Aeronaves relacionadas

### Secuencias de designación
- Secuencia PQ-_ (Blancos Aéreos Tripulados de las USAAF, 1942-1948): ← PQ-9 - PQ-10 - PQ-11 - PQ-12 - PQ-13 - PQ-14 - PQ-15